# Dryden (Washington)
Dryden az Amerikai Egyesült Államok északnyugati részén, Washington állam Chelan megyéjében elhelyezkedő önkormányzat nélküli település.

## Történet
A települést korábban a térség fenyői miatt Pine Flatnek nevezték. Az 1890-es években a fákat kitermelték, és a Wenatchee folyón keresztül elszállították, ezáltal kopár földet hagytak maguk mögött. 1892-ben megnyílt a Great Northern Railway Pine Flaten is áthaladó vonala, azonban itt nem létesült megálló. A településnek a vasút fennhatósága alá tartozó részei később John Dryden földművelésügyi miniszter tiszteletére a Dryden nevet vették fel. 1904-ben őslakosok telekpályázatot nyújtottak be; őket további telepesek követték, akik főleg almafákat ültettek. A kisebb parcellákra osztott földeket később rövid időn belül értékesítették.
1909-ben megalakult a szakszervezet, a gyümölcsök tárolására pedig raktárat létesítettek; ezen évben tizennyolc vagonnyi gyümölcsöt exportáltak. A település postahivatala 1910-ben nyílt meg. 1913-ra elkészült az Icicle-csatorna, 1915-ben pedig megnyílt a vasútállomás. 1918-ban Drydenben bank, iskola és két templom is volt.

## Éghajlat
| Hónap                         | Jan.  | Feb.  | Már.  | Ápr. | Máj. | Jún. | Júl. | Aug. | Szep. | Okt.  | Nov.  | Dec.  | Év    |
| ----------------------------- | ----- | ----- | ----- | ---- | ---- | ---- | ---- | ---- | ----- | ----- | ----- | ----- | ----- |
| Rekord max. hőmérséklet (°C)  | 17,8  | 17,8  | 26,1  | 33,3 | 38,3 | 40,6 | 43,3 | 41,7 | 40,0  | 32,8  | 23,3  | 16,7  | 43,3  |
| Átlagos max. hőmérséklet (°C) | 1,7   | 6,7   | 11,7  | 16,7 | 21,7 | 25,6 | 30,6 | 31,1 | 26,1  | 17,2  | 6,7   | 0,6   | 16,4  |
| Átlagos min. hőmérséklet (°C) | −6,7  | −5,6  | −2,2  | 1,1  | 5,0  | 8,9  | 11,1 | 10,6 | 6,1   | 1,1   | −2,2  | −6,7  | 1,7   |
| Rekord min. hőmérséklet (°C)  | −32,8 | −31,7 | −20,6 | −7,2 | −4,4 | −4,4 | 1,1  | −1,1 | −7,2  | −11,7 | −23,3 | −37,8 | −37,8 |
| Átl. csapadékmennyiség (mm)   | 114   | 69    | 53    | 28   | 27   | 27   | 10   | 12   | 17    | 53    | 114   | 114   | 638   |
| Forrás: The Weather Channel   |       |       |       |      |      |      |      |      |       |       |       |       |       |

## Fordítás
Ez a szócikk részben vagy egészben  a   Dryden, Washington című angol Wikipédia-szócikk ezen változatának fordításán alapul.  Az eredeti cikk szerkesztőit annak laptörténete sorolja fel. Ez a jelzés csupán a megfogalmazás eredetét és a szerzői jogokat jelzi, nem szolgál a cikkben szereplő információk forrásmegjelöléseként.